# Национальная ассамблея Панамы
Национальная ассамблея (исп. Asamblea Nacional, ранее исп. Asamblea Legislativa — Законодательная ассамблея) законодательный орган (парламент) Панамы.

## Описание
Однопалатный панамский парламент состоит из 71 депутата, избираемых на пятилетний срок. Депутаты от сельских районов избираются по мажоритарной системе, тогда как депутаты от городов — по пропорциональной системе. Выборы в законодательные органы Панамы проводятся одновременно с президентскими и местными выборами.
Панама также делегирует 20 депутатов в наднациональный Центральноамериканский парламент.

## Последние выборы
| Партия                               | Партия                                                  | Голоса    | %     | Места | +/– |
| ------------------------------------ | ------------------------------------------------------- | --------- | ----- | ----- | --- |
|                                      | Революционно-демократическая партия (РДП)               | 542 105   | 29,99 | 35    | +9  |
|                                      | Демократические перемены (ДП)                           | 405 798   | 22,45 | 18    | –6  |
|                                      | Панамистская партия                                     | 312 635   | 17,30 | 8     | –8  |
|                                      | Националистическое республиканское либеральное движение | 92 340    | 5,11  | 5     | +3  |
|                                      | Народная партия (НПП)                                   | 65 028    | 3,60  | 0     | –1  |
|                                      | Партия альянса                                          | 43 670    | 2,42  | 0     | –1  |
|                                      | Широкий фронт за демократию                             | 22 711    | 1,26  | 0     | 0   |
|                                      | Независимые                                             | 323 153   | 17,88 | 5     | +4  |
| Недействительные                     | Недействительные                                        | 142 663   | –     | –     | –   |
| Всего                                | Всего                                                   | 1 950 103 | 100   | 71    | 0   |
| Зарегистрировано/явка                | Зарегистрировано/явка                                   |           |       | –     | –   |
| Источник: Election Tribunal, Psephos |                                                         |           |       |       |     |